# کلیف باستین
 کلیف باستین  (به انگلیسی: Cliff Bastin) (زاده ۱۴ مارس ۱۹۱۲ - درگذشته ۴ دسامبر ۱۹۹۱) بازیکن فوتبال سابق اهل انگلستان است. وی سابقه بازی در تیم آرسنال را به مدت ۱۸ سال را دارد. همچنین ۲۱ بازی و ۱۲ گل ملی در کارنامه او دیده می‌شود.